# Opole Lubelskie (gromada 1954–1956)
Opole Lubelskie – dawna gromada, czyli najmniejsza jednostka podziału terytorialnego Polskiej Rzeczypospolitej Ludowej w latach 1954–1972.
Gromady, z gromadzkimi radami narodowymi (GRN) jako organami władzy najniższego stopnia na wsi, funkcjonowały od reformy reorganizującej administrację wiejską przeprowadzonej jesienią 1954 do momentu ich zniesienia z dniem 1 stycznia 1973, tym samym wypierając organizację gminną w latach 1954–1972.
Gromadę Opole Lubelskie z siedzibą GRN we Opolu Lubelskim (wówczas wsi) utworzono – jako jedną z 8759 gromad na obszarze Polski – w powiecie puławskim w woj. lubelskim na mocy uchwały nr 14 WRN w Lublinie z dnia 5 października 1954. W skład jednostki weszły obszary dotychczasowych gromad Opole Lubelskie, Janiszkowice, Górna Owczarnia, Góry Opolskie i Grabówka ze zniesionej gminy Opole Lubelskie w tymże powiecie. 
13 listopada 1954 gromada weszła w skład nowo utworzonego powiatu opolsko-lubelskiego w tymże województwie, gdzie ustalono dla niej 27 członków gromadzkiej rady narodowej.
1 stycznia 1957 z gromady Opole Lubelskie wyłączono miejscowości Janiszkowice wieś i kolonia, Piszczek wieś, Grabówka wieś i kolonia, Linia osada młyńska, Góry Opolskie wieś oraz Górna Owczarnia wieś i kolonia, tworząc z ich obszarów nową gromadę Janiszkowice z siedzibą GRN w Janiszkowicach w tymże powiecie, po czym gromadę Opole Lubelskie zniesiono przez przekształcenie jej (pozostałego) obszaru w miasto Opole Lubelskie.
Uwaga: Gromada Opole Lubelskie (o innym składzie) istniała w powiecie opolsko-lubelskim także w latach 1960–72.